# Génova (película)
Génova es una película dirigida por Michael Winterbottom y protagonizada por Colin Firth, Catherine Keener y Hope Davis. Se rodó en la ciudad de Génova durante el verano de 2007. Fue escrita por Laurence Coriat. Se estrenó en el Festival de Cine Internacional de Toronto de 2008 y ganó el premio al mejor director en el Festival de Cine Internacional de San Sebastián. La película se estrenó el 12 de abril de 2008.

## Sinopsis
Un hombre se muda con sus dos hijas a Italia después de que su madre muera en un accidente de auto, con el fin de revitalizar sus vidas. Génova cambia a los tres mientras la hija más chica comienza a ver el fantasma de su madre, y la mayor descubre su sexualidad. Una vez de regreso a su casa, Joe encuentra a su hija lesionada, junto con su hermana, Kelly, llorando en su cama. La mañana siguiente, al empezar la película, viajan a la ciudad italiana de Génova, conocida como La Barbesa. 
La hija mayor, Kelly, comienza a salir con un adolescente italiano local, subrepticiamente hace citas y se reúne con él detrás de la espalda de su padre. La hija menor, Mary, se mantiene cerca de su padre, y todavía le duele recordar la muerte de su madre. Mary fue directamente responsable del accidente y permanece obsesionada por su imagen.
El profesor, mientras disfruta de la vida en Génova, tiene que lidiar con las demandas de ser un padre soltero y al mismo tiempo equilibrar su reemergente vida amorosa. Un interés romántico es Barbara,  una colega en la universidad con quien compartió una breve relación amorosa en Harvard cuando ambos eran estudiantes. La colega intenta acercarse a la familia, ayudando con traducciones y sus necesidades del día a día en Génova, pero cruzan la delgada línea entre un buen consejo y la intrusión en sus vidas particulares en el proceso. Otro interés romántico es una joven estudiante italiana de la clase de literatura del profesor. Ella es temeraria e idealista y rápidamente hace que sus intenciones se conozcan pronto por el profesor.
Un día,  el profesor hace una cita para almorzar con la estudiante italiana, rechazando al mismo tiempo a su colega bastante mayor . La hija mayor se mete en una pelea con su novio italiano y se ve obligado a hacer dedo hacia su casa desde la playa. Mientras tanto, la hija más joven se va caminando de regreso a casa, debido a la tardnbza de su hermana mayor y en cambio sigue una de las apariciones de su difunta madre en un cruce muy concurrido, casi matándose a sí misma y provocando otro accidente de coche. La película termina con las dos hijas que comienzan ir a estudiar a una escuela secundaria local italiana, deseosas de comenzar un nuevo capítulo en su familia, que ya ha aprendido mucho acerca de la familia, el amor, y el duelo, en las coloridas calles de Génova.

## Elenco
- Colin Firth[2]
- Catherine Keener[2]
- Hope Davis[2]
- Willa Holland[2]
- Perla Haney-Jardine[2]
- Kyle Griffin
- Kerry Shale
- Gherardo Crucitti
- Margherita Romeo
- Gary Wilmes
- Demetri Goritsas
- Alessandro Giuggioli

## Música
El tema inicial para los créditos es por Georges Delerue.

## Recepción
La película fue bien recibida. Tiene un 79% en Rotten Tomatoes. 